# XBIZ Award for Best New Starlet
L'XBIZ Award for Best New Starlet of the Year o Best New Starlet (dal 2013) è un premio pornografico assegnato all'attrice emergente votata come migliore dalla XBIZ, l'ente che assegna gli XBIZ Awards, uno dei maggiori premi del settore.
Come per gli altri premi, viene assegnato nel corso di una cerimonia che si svolge a Los Angeles, solitamente nel mese di gennaio, dal 2008. Dal 2021 il premio, insieme al Best New Male Performer, è stato inserito nel Best New Performer in cui le nomination e il vincitore possono appartenere ad entrambi i sessi.

## Vincitrici e candidate

### Anni 2000
| Anno            | 2008 | 2009 |
| --------------- | --- | --- |
| Vincitrice      | Bree Olson | Stoya |
| Altre candidate | Ashlynn Brooke Audrey Bitoni Casey Parker Jenny Hendrix Lela Star Paulina James Shay Jordan Tera Wray Tessa West | Angelina Valentine Asa Akira Brynn Tyler Cassandra Calogera Chayse Evans Dakoda Brookes Jendi Lin Kristina Rose Meggan Mallone Missy Stone Nikki Jayne Phoenix Marie Ryder Skye Tori Black |

### Anni 2010
| Anno            | 2010 | 2011 | 2012           | 2013 | 2014 | 2015 | 2016 | 2017 | 2018 | 2019 |
| --------------- | --- | --- | -------------- | --- | --- | --- | --- | --- | --- | --- |
| Vincitrice      | Kagney Linn Karter | Chanel Preston | Jessie Andrews | Riley Reid | Christy Mack | Carter Cruise | Abella Danger | Lana Rhoades | Honey Gold | Karma RX |
| Altre candidate | Alyssa Hall Andy San Dimas Angelina Armani Angelina Ashe Asa Akira Britney Amber Dani Jensen Isis Taylor Kiara Diane Kiera King London Keys Madelyn Marie Mason Parker Madison Moore Nicole Ray Riley Steele Sadie West Tanner Mayes Tara Lynn Fox | Brooke Lee Adams Raven Alexis Briana Blair Amy Brooke Vicky Chase Danica Dillan Alexis Ford Gracie Glam Allie Haze Katie St. Ives Jynx Maze Amia Miley Lily LaBeau Mallory Rae Murphy April O'Neil Ashlyn Rae Melanie Rios Lizz Tayler Jennifer White |                | Adrianna Luna Alexis Monroe Anikka Albrite Christie Stevens Dani Daniels Jessie Rogers Maddy O'Reilly Melina Mason Molly Bennett Penny Pax Presley Hart Remy LaCroix Stevie Shae Trinity St. Clair | A.J. Applegate Adriana Chechik Ana Foxxx Dillion Harper Jessa Rhodes Kennedy Leigh Kiera Winters Mia Malkova Natalia Starr Raven Bay Rikki Six Romi Rain Staci Silverstone Summer Brielle | Alexis Adams August Ames Chloe Amour Aidra Fox Keisha Grey Janice Griffith Jillian Janson Belle Knox Alina Li Sara Luvv Ariana Marie Scarlet Red Samantha Rone Dakota Skye | Aria Alexander Cassidy Banks Cassidy Klein Elsa Jean Jade Jantzen Karlee Grey Katrina Jade Keira Nicole Kissa Sins Marley Brinx Marsha May Megan Rain Morgan Lee Peta Jensen | Kate England Leah Gotti Kimmy Granger Alex Grey Holly Hendrix Lyra Law Sophia Leone Melissa Moore Kira Noir Anya Olsen Anna Bell Peaks Liza Rowe Goldie Rush Gina Valentina | Arya Fae Avi Love Chloe Cherry Eden Sin Giselle Palmer Jill Kassidy Kristen Scott Kylie Page Lena Paul Moka Mora Riley Nixon Sofi Ryan Violet Starr Whitney Wright | Vienna Black Gia Derza Eliza Ibarra Ella Knox Tana Lea Ivy Lebelle Alina Lopez Nia Nacci Kenzie Reeves Nicolette Shea Kendra Spade Jane Wilde Emily Willis Ivy Wolfe |

### Anni 2020
| Anno            | 2020 |
| --------------- | --- |
| Vincitrice      | Autumn Falls |
| Altre candidate | Brooklin Gray Gabbie Carter Gianna Dior Kiara Cole Kit Mercer Lacy Lennon Liv Wild Mailtand Ward Naomi Swann Natalia Queen Rosalyn Sphinx Valentina Jewels Victoria Voxxx Violet Myers |